# Смертельная гонка 2: Франкенштейн жив
«Смертельная гонка 2: Франкенштейн жив» (англ. Death Race 2) — американский научно-фантастический боевик 2010 года режиссёра Роэля Рейне по сценарию Тони Джиглио и Пола Андерсона. Это вторая часть серии фильмов «Смертельная гонка». Фильм служит приквелом к «Смертельной гонке» (2008), за ним следует продолжение «Смертельная гонка 3: Ад» (2013), которое было выпущено непосредственно на видео 27 декабря 2010 года.
Фильм исследует происхождение первого водителя автомобиля «Франкенштейн», Карла «Люка» Лукаса (Люк Госс). Наряду с Госсом в фильме также снимались Фред Келер, Танит Феникс, Робин Шоу, Лорен Коэн, Дэнни Трехо, Винг Рэймс и Шон Бин в роли злодея. Смертельная гонка 2 получила смешанную критическую реакцию от зрителей и негативную от критиков.

## Сюжет
Водитель-беглец Карл «Люк» Лукас арестован после того, как ограбление его криминального авторитета Маркуса Кейна пошло не так. Пока его сообщники грабят банк, в здание случайно входят двое офицеров. Люк говорит им прервать, но они отказываются; Люк вмешивается, но это приводит к смерти одного из трех сообщников. Люк стреляет и убивает одного из офицеров и избавляется от его сообщников, чтобы исполнить желание Маркуса. При этом Люк в конечном итоге схвачен полицией после погони на высокой скорости и приговорен к тюремному заключению. Шесть месяцев спустя Люка переводят на Терминальный остров.
Терминальный остров - это частная тюрьма, находящаяся под контролем Weyland Corporation, в которой проводится Death Match, телевизионное соревнование с оплатой за просмотр, в котором выбираются два опасных преступника, а затем их заставляют сражаться до смерти или подчинения. Заключенным предоставляется доступ к оружию или средствам защиты, которые они могут использовать во время боя, наступив на отмеченную пластину на арене. Люк встречает людей, которые в конечном итоге становятся его бригадой в «Смертельной гонке» - Листса, раздражающего его, чрезмерно анализируя все, Голдберга и Рокко. Ведущей Death Match является Сентябрь Джонс, бывшая Мисс Вселенная, которая потеряла свою корону из-за обвинений в сексуальных отношениях со всеми его судьями. Сейчас она работает в Weyland Corp, чтобы получать прибыль от подписчиков Death Match с оплатой за просмотр.
Сентябрь подходит к Люку в душе и предлагает ему драться. Когда он отказывается, она делает ему сексуальные домогательства, на которые он делает вид, что соглашается, прежде чем отказаться.В отместку Сентябрь выбирает Листа, чтобы сразиться в смертельной схватке с осужденным Большим Биллом. Люк противостоит ей, пока Листс бежит за свою жизнь во время мероприятия, умоляя позволить ему сражаться вместо Листа. Она отказывается, и он перепрыгивает через колючий забор, чтобы сражаться за Листа. К нему присоединяется Катрина Бэнкс, женщина-заключенная, которая работает девушкой на ринге с другими женщинами-заключенными. Она бьет осужденного круглым цифровым знаком из металла. Во время драки между Люком и осужденным вспыхивает бунт из-за расовой напряженности, вызванной тем, что Люк белый, а другой осужденный - черный. Осужденные ломают забор, чтобы попасть внутрь, и некоторые из насильников нападают и пытаются изнасиловать осужденных женщин. Катрина защищается и помогает другим женщинам, которых затем эвакуируют. Когда вмешиваются охранники по борьбе с беспорядками, Люк сдается. Маркус, обеспокоенный тем, что Люк обменяет информацию о своих преступлениях на неприкосновенность, обнаруживает свое местонахождение на Терминальном острове во время просмотра Смертельного боя. После этого Люка хорошо принимают, когда он видит Катрину и спрашивает о ее самочувствии после боя.
Маркус назначает награду в размере 1 миллиона долларов за голову Люка и убеждает некоторых заключенных убить его. Тем временем Джонс придумывает план по увеличению своей прибыли, превратив Смертельный матч в «Смертельную гонку», где участникам придется соревноваться в течение нескольких дней, чтобы выиграть каждый матч. Человек, которому удастся выиграть пять гонок, будет освобожден из тюрьмы, что изначально считалось идеей Вейланда. Люк присоединяется к гонке, во время которой другие заключенные пытаются убить его, чтобы получить награду Маркуса. Осужденные женщины возвращаются, чтобы играть навигаторами для каждого гонщика, а Катрина оказывается в паре с Люком.
Во время второй гонки Люк вмешивается в ссору между двумя другими гонщиками и спасает 14К, который является членом Триад. В результате 14K утверждает, что они в долгу перед Люком. Позже в той же гонке машина Люка, которую саботировал один из членов его бригады, разбивается после попадания ракеты с тепловым наведением, выпущенной Большим Биллом (которого позже убивает штурман после того, как он случайно убил свою бригаду). Прибывает ремонтная бригада Люка и пытается спасти его, но уже слишком поздно, и все думают, что Люк мертв. На самом деле он выживает с обширными шрамами на лице. Он присоединяется к гонке как новый персонаж «Франкенштейн» с маской, скрывающей его личность. Когда начинается последняя гонка, убийца Триады, посланный 14K, совершает набег на особняк Маркуса и казнит Маркуса в качестве услуги Люку. Листс убивает члена бригады Люка Рокко, который вмешался в машину Люка, а Люк убивает Сентябрь, сбив ее своей машиной, прежде чем он участвует в гонке с другими участниками.

## В ролях
- Люк Госс — Карл «Люк» Лукас
- Шон Бин — Маркус Кейн
- Лорен Коэн — Септембер Джонс
- Винг Рэймс — Вейланд
- Дэнни Трехо — Голдберг
- Патрик Листер — Уорден Медфорд Паркс
- ДеОбия Опарей — Большой Билл
- Танит Феникс — Катрина Бэнкс
- Робин Шу — 14К
- Фред Колер — Листс
- Таня Ван Граан — Лили

## Продолжение
В январе 2013 года было выпущено прямое на DVD и Blu-ray продолжение под названием Смертельная гонка 3: Ад.

## Съемки фильма
Части фильма были сняты в Техасе в апреле 2010 года и в Кейптауне, Южная Африка.